# カール・ブリューロフ
カルル・パヴロヴィチ・ブリュローフ（ロシア語: Карл Па́влович Брюлло́в / Брюло́в, ラテン文字転写: Karl Pavlovich Briullov, 1799年12月12日（グレゴリオ暦12月23日） - 1852年6月11日（グレゴリオ暦6月23日））は、ロシアの画家。友人たちから『偉大なカルル』と呼ばれた。国際的な名声を得たロシア初の画家である。ロシアの新古典主義からロマン主義にかけての過渡期の重要人物とされている。「カルル」は「カール」、「ブリュローフ」は「ブリュロフ」とも表記される。

## 生涯
フランス人画家であるポール・ブリュローを父としてサンクトペテルブルクで生まれ、1822年まではフランス語読みのシャルル・ブリュロー（Charles Brulleau）と名乗っていた。幼年時代からイタリアへ絵を描きに行きたいと思っていた。1809年から1821年まで帝立芸術アカデミーで教育を受けたにもかかわらず、ブリュローフは師が教え、兄アレクサンドルが勧める古典主義を決して受け入れなかった。将来を約束され想像力に溢れた学生として教育を終えると、己の名をあげるためロシアを発ち、ローマへ向かい、1835年まで滞在して肖像画家として活動した。芸術家としてのブリュローフの栄誉は、彼が歴史的題材を描いたことから始まった。
ブリュローフの最も有名な作品『ポンペイ最後の日』（1830年 - 1833年）は、アレクサンドル・プーシキンとゴーゴリによって、ピーテル・パウル・ルーベンスやアンソニー・ヴァン・ダイクの傑作と比較される巨大な構図である。イタリアで大評判を呼び、ブリュローフは当時でも卓越したヨーロッパの画家として名が確立された。この作品を仕上げた後、彼は意気揚々とロシアの首都へ帰国し、彼は貴族やインテリ階級の多くの友人を持ち、帝立芸術アカデミーに高い地位が用意された。 
1836年から1848年までアカデミーで教鞭をとる間、ブリュローフは新古典主義の簡素さとロマン主義の風潮がよりよく結びついた手法を確立した。写実主義に根ざす彼の傾向は、心理学的な深い洞察力の興味をそそる水準で満たされた。聖イサアク大聖堂の飾り天井を手懸けている時、彼の健康は突然悪化した。主治医の助言に従い、1849年にブリュローフはロシアを発ってマデイラ諸島へ向かった。そして、余生3年間をイタリアで暮らした。ローマで死に、プロテスタント墓地に埋葬された。

## 作品

『ポンペイ最後の日』、1830年 - 1833年
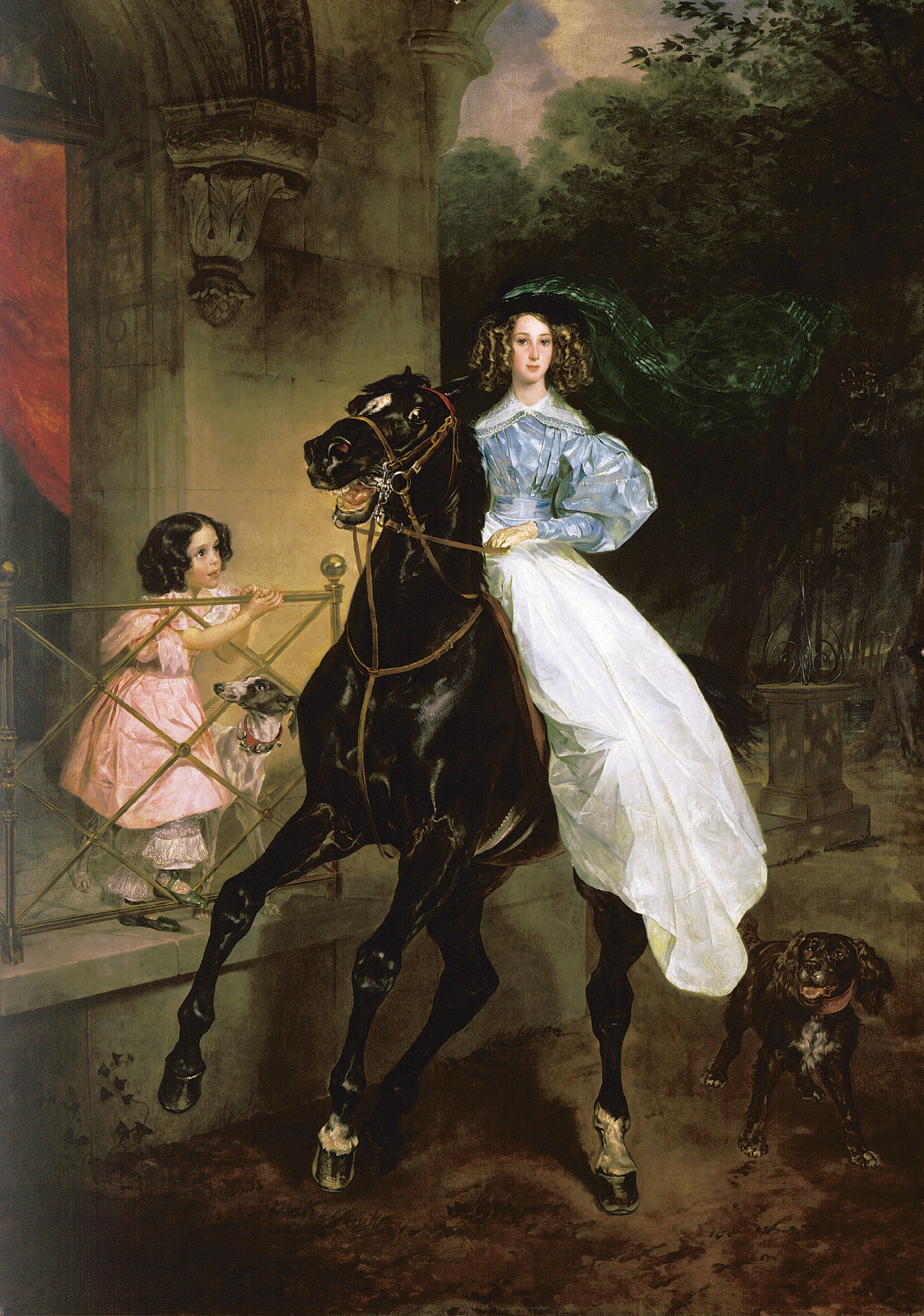
『馬上の貴婦人（ロシア語版）』、1832年
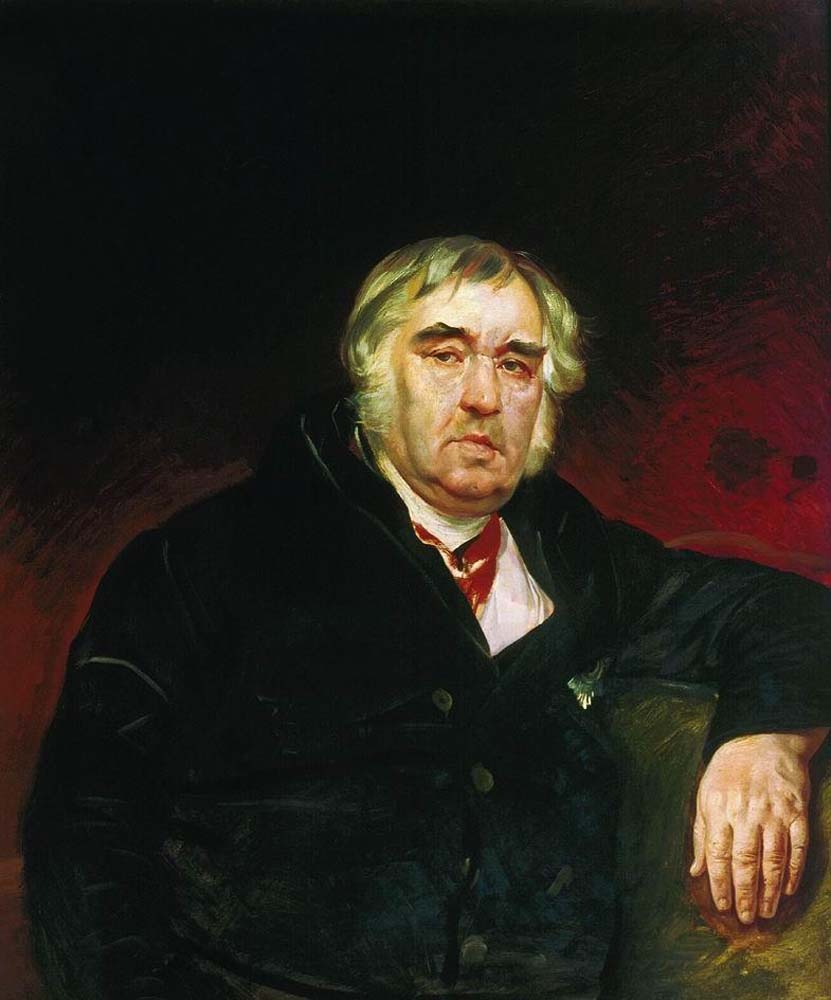
『イヴァン・クルィロフの肖像』
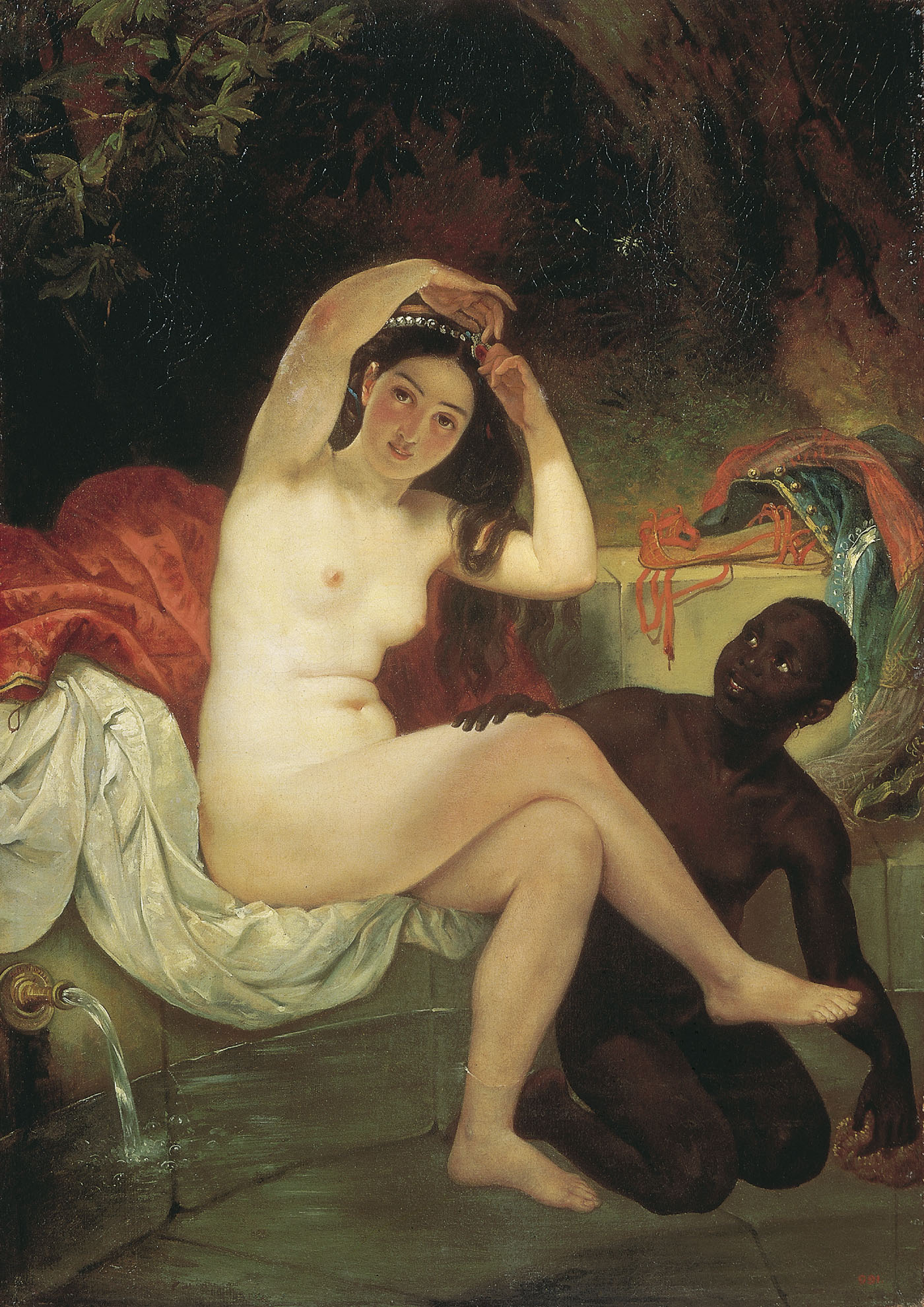
『バテシバ』、1832年